# Telford (Tennessee)
Telford – jednostka osadnicza w Stanach Zjednoczonych, w stanie Tennessee, w hrabstwie Washington.